# Aberdour Castle
Aberdour Castle (Zamek w Aberdour) – zamek położony w wiosce Aberdour, w hrabstwie Fife. Część zamku datuje się na ok. 1200 rok, co czyni go jedną z dwóch najstarszych tego typu budowli w kraju, obok Castle Sween w Argyll.
Początkowo zamek był skromnym budynkiem z widokiem na pobliski potok. Przez następnych 400 lat od powstania, zamek był sukcesywnie rozbudowywany zgodnie z ówczesnymi prądami w architekturze. W XV wieku budynek został przekształcony w wieżę rycerską, zaś w XVI wieku doszło do dwóch kolejnych modernizacji. Ostatnich zmian dokonano ok. 1635 roku w stylu renesansowym. Od strony południowej zamku rozpościerał się ogród tarasowy, zaś od wschodu – ogród otoczony murem.
W dużej mierze zamek jest tworem klanu Douglasów, hrabiów Morton, którzy władali Aberdour od XIV wieku. Hrabiowie korzystali z Aberdour jako drugiego domu do 1642 roku, kiedy to ich główna rezydencja, Dalkeith House, została sprzedana. Po pożarze w drugiej połowie XVII wieku dokonano pewnych remontów, jednakże w 1725 roku rodzina nabyła pobliski Aberdour House, zaś sam średniowieczny zamek popadał w ruinę. Współcześnie tylko XVII-wieczne skrzydło jest pokryte dachem, wieża w większości się zawaliła. Aberdour Castle znajduje się pod opieką państwa, jest udostępniany zwiedzającym.

## Początki

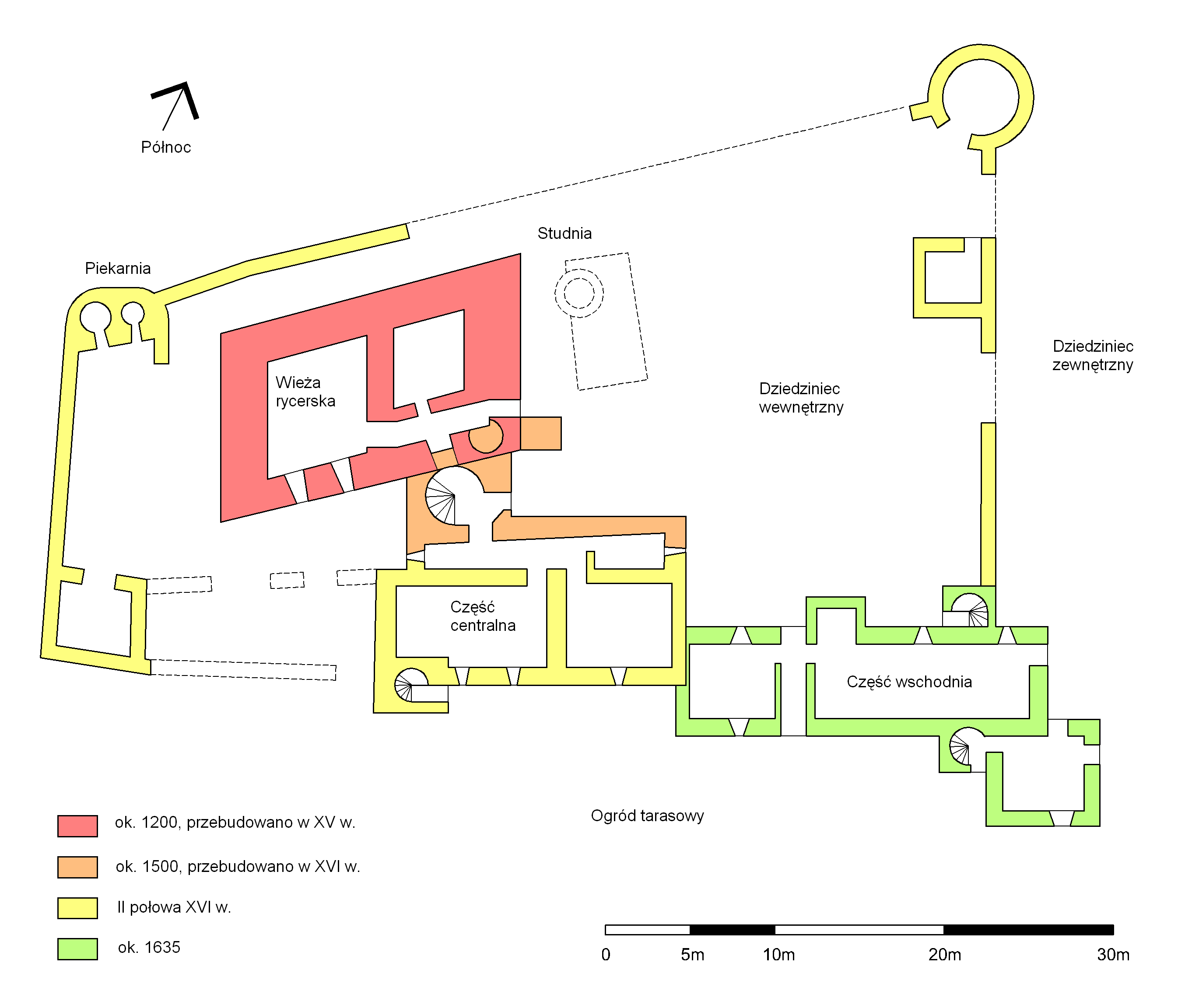
Plan zamku ukazujący fazy budowy

Sir Alan de Mortimer zostałem baronem Aberdour w 1126 roku po poślubieniu Anicei, córki sir Johna de Vipont. Sir Alan zbudował ok. 1140 roku kościół, który ciągle stoi obok zamku, jego rodzina zaś prawdopodobnie zbudowała pierwszy budynek zamkowy ok. 1200 roku (lub nawet wcześniej). W 1216 roku inny Alan de Mortimer przekazał ziemię mnichom. Nie wiadomo co później działo się z rodziną Mortimerów. Na początku XIV wieku król Robert I Bruce przekazał Aberdour swojemu rycerzowi, Thomasowi Randolphowi (zm. 1332), zaś jego wnuk przekazał ją Williamowi Douglasowi w 1342 roku.
Zgodnie z wolą sir Williama Douglasa ziemię wraz z zamkiem odziedziczył po nim jego bratanek, sir James Douglas z Dalkeith. W 1386 roku Aberdour i Dalkeith zostały połączone w jeden majątek z główną rezydencją w Dalkeith koło Edynburga, Aberdour zaś było drugą rezydencją. W 1458 roku James Douglas został pierwszym hrabią Morton. Hrabia powiększył posiadłość, podwyższając i rozbudowując ją tak, aby pasowała do jego nowego, wyższego statusu społecznego. Drugi hrabia powiększył zamek od południa i dobudował wieżę, przez którą poprowadzono schody.